# Giovanni di Nicola

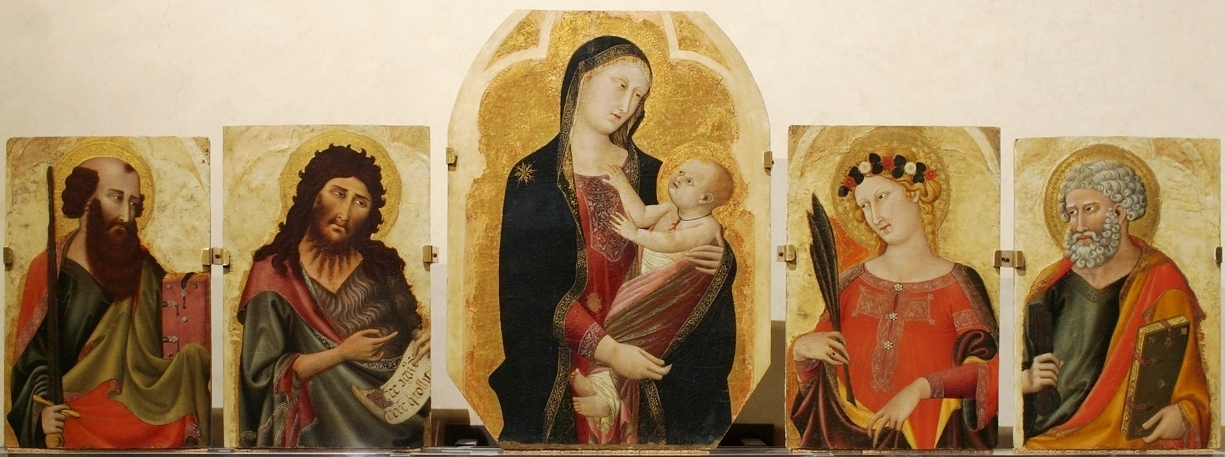
Polittico, Museo Nazionale di San Matteo, Pisa

Giovanni di Nicola (Pisa, 1326 circa – Pisa, prima del dicembre 1365) è stato un pittore italiano.

## Biografia
Non si conoscono i natali di Giovanni ma risulta fosse particolarmente attivo dal terzo al sesto decennio del Trecento a Pisa. La prima citazione risale al 1326 nel pagamento del dipinto raffigurante san Ansano per il comune di Siena, forse per il palazzo comunale con Lippo Memmi del quale viene indicato come "disciepolo". Le sue opere seguono infatti il linguaggio del Memmi e di Simone Martini molto presenti in ambito pisano, per seguire poi, in modo meno approfondito, l'opera di Francesco Traini.
La sua attività artistica è da inserirsi in quel folto numero di artisti che erano presenti verso la fine del XIV secolo, sul territorio di Pisa. La tecnica delle punzonature delle aureole, nonché la decorazione degli abiti femminili e la rifinitura a pastiglia delle sue opere che sono da considerarsi molto curate, sono riconducibili solo al territorio della città di Pisa, se non per un'opera che è indicata a Siena e la Madonna col Bambino conservate nella Galleria regionale della Sicilia a Palermo da lui inviata in Sicilia come era moda tra gli artisti tra il Trecento e il Quattrocento.
Della sua produzione giovanile sono conducibili la Madonna conservata al Williams College, il medesimo soggetto facente parte della collezione alla Ca' d'Oro di Giorgio Franchetti e quella venduta il 12 gennaio 1978 all'asta dalla Christie's di carattere gotico. La tavola raffigurante la Madonna col Bambino tra i santi conservata nel Museo Nazionale di Pisa, è un punto importante nella creazione del catalogo delle sue opere.
Di Giovanni di Nicola è conosciuta la vita pubblica: nel 1358 fu infatti nominato membro del consiglio del popolo di Pisa. Il 28 luglio 1363 risulta registrato il suo testamento ma non si conosce la data di morte. Nel dicembre del 1365 viene indicato come morto in un atto di acquisto di un fondo dal pittore Francesco di Neri.

## Opere

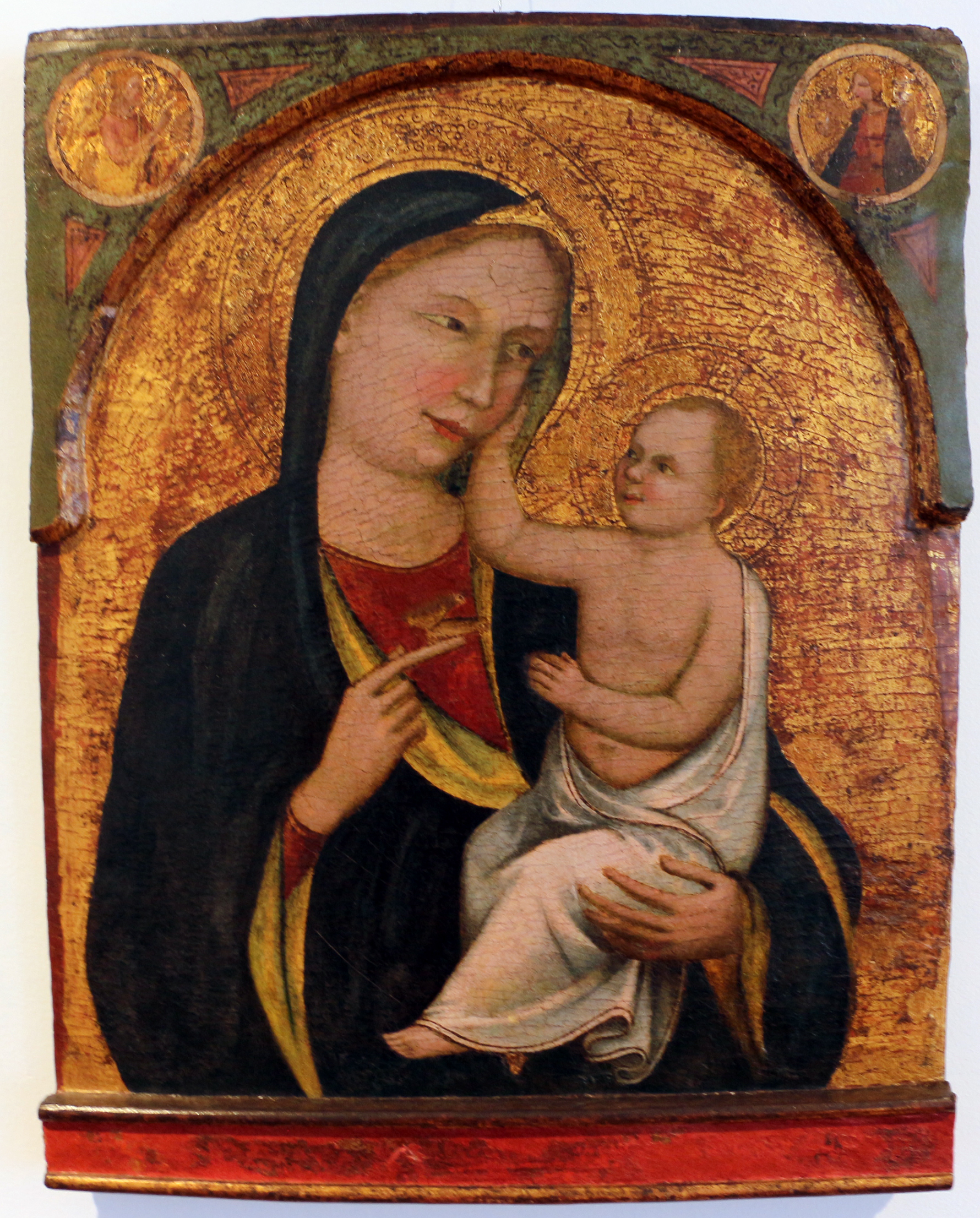
Madonna col Bambino, da chiesa di San Michele, poi duomo di Grosseto, 1350 circa

- Madonna col Bambino fine del XIV secolo Galleria regionale della Sicilia a Palermo;
- Sant'Antonio abate (61,5x 36) conservato a Londra alla Galleria Nazionale, probabile parte destra di un polittico;
- Madonna dell'umiltà o Madonna del Latte 1350-60 circa, da considerarsi forse tra le ultime opere dell'artista, conservata nella Galleria nazionale di Washington
- Madonna con Bambino in trono tra san Francesco d'Assisi, santa Chiara e angeli tempera su tavola (100×72) conservato presso il Museo Nazionale di san Matteo di Pisa. Il polittico è stato firmato dall'artista e originariamente era conservato presso la chiesa di San Marta. La tavola presenta la data MCCC[.] che parrebbe essere il 1350;
- San Ranieri da Pisa tempera su tavola (63×34.5) conservato presso il Museo del Tesoro della Basilica di San Francesco.[4]
- Crocifissione di Cristo, Flagellazione di Cristo tempera su tavola (56×43), lavoro che era stato attribuito a Jacopo di Michele e conservato nel museo Nazionale di San Matteo a Pisa.[5]
- Angelo annunciante e due evangelisti, Maria Vergine annunciata e due evangelisti tempera su tavola (100×60 per scomparto) conservati nel seminario Arcivescovile di Pisa.[6]
- Madonna col Bambino conservato presso il Museo Nazione di San Matteo. Il dipinto che ha molte caratteristiche di doratura e di raffigurazione dei soggetti in arco a tutto sesto di altre opere, ha nell'espressione del volto dell'Infante rivolto alla Madre assonanza con il soggetto della collezione Gallone. Il Bambino tiene nella mano destra il velo della Madonna che tiene un lembo di tessuto tra il pollice e l'indice della mano destra.[7]
- Natività e adorazione dei Re Magi, il dipinto è conservato sulla controfacciata della chiesa di San Martino di Siena di dimensione superiore a due metri.[8]

### Studio di un'opera
- Madonna col Bambino -  tempera su tavola (69x47) conservato presso la Banca Popolare Commercio e Industria di Milano e proveniente dalla collezione di Luigi Gallone. È da considerarsi una delle opere meglio conservate dell'artista. L'immagine della Madonna col il Bambino tra le braccia appare come volteggiare su un letto dorato che si presenta con ricche decorazioni che riempiono la tavola. L'immagine è collocata in un arco a tutto sesto completo di profilo lobato a rilievo in pastiglia e terminante negli angoli con decorazione a racemi. Non vi è una chiara definizione di ambiente, ma i personaggi si appoggiano su fondo oro. Le aureole sono riccamente punzonate e quella della Madonna presenta la scritta: AVE MARIA GRATIA PLENA DOM[9][10] I bordi delle vesti sono riccamente ricamate. L'abito della Vergine presenta un'alta bordura a rosette, questo si ripete in altre opere tanto da fare pensare che l'artista adoperò il medesimo attrezzo per la sua realizzazione. Il Bambino è avvolto in un mantello damascato in oro. Questo trattiene strettamente con la mano destra, come fosse un giocattolo, un cardellino legato a un rocchetto di filo che cerca di beccare la pannocchia di miglio. Il dipinto inizialmente, era stata considerato lavoro del senese Bartolo di Fredi. Il dipinto presenta un accesso di preziosismo che trasforma i volti in maschere preziose metalliche, come fossero delle reliquie, questa è una caratteristica dell'artista pisano che colse lavori dei due senesi Simone Martini e Lippo Memmi.[9]